# Христо Маджаров
Христо Маджаров е български биатлонист, един от първите двама български участници в състезания по биатлон на зимни олимпийски игри, заедно с Илия Тодоров, с когото участват на зимните олимпийски игри в Инсбрук през 1976 г. 

## Биография
Маджаров е роден на 28 март 1943 г. Участва в дисциплината 20 km от състезанията по биатлон на зимните олимпийски игри в Инсбрук през 1976 г. Завършва 32-ри от 52 участници, пред другия български представител – Илия Тодоров – който завършва 43-ти. 